# سامسونگ ام‌ام-آ۹۲۰
سامسونگ ام‌ام-آ۹۲۰ یک‌نمونه از گوشی‌های تلفن همراه سری A شرکت سامسونگ می‌باشد که توسط همین شرکت به بازار عرضه شده‌است.